# Bogusław Zych
Bogusław Zych (Varsovia, 10 de diciembre de 1951-Naprawa, 3 de abril de 1995) fue un deportista polaco que compitió en esgrima, especialista en la modalidad de florete.
Participó en dos Juegos Olímpicos de Verano, obteniendo una medalla de bronce en Moscú 1980 en la prueba por equipos. Ganó una medalla de oro en el Campeonato Mundial de Esgrima de 1978, y una medalla de bronce en el Campeonato Europeo de Esgrima de 1991.

## Palmarés internacional
| Juegos Olímpicos   | Juegos Olímpicos | Juegos Olímpicos  | Juegos Olímpicos    |
| Año                | Lugar            | Medalla           | Prueba              |
| ------------------ | ---------------- | ----------------- | ------------------- |
| 1980               | Moscú (URSS)     | Medalla de bronce | Florete por equipos |
| Campeonato Mundial |                  |                   |                     |
| Año                | Lugar            | Medalla           | Prueba              |
| 1978               | Hamburgo (RFA)   | Medalla de oro    | Florete por equipos |
| Campeonato Europeo |                  |                   |                     |
| Año                | Lugar            | Medalla           | Prueba              |
| 1991               | Viena (Austria)  | Medalla de bronce | Florete por equipos |